# Villa Nueva de Algeciras
La Villa Nueva de Algeciras (Cádiz) España. es uno de los barrios en los que se divide la ciudad y se corresponde con el primer núcleo ocupado tras la repoblación ésta a partir de 1704.
El barrio está limitado por las avenidas de El Secano, Blas Infante, Paseo del Río de la Miel y Virgen del Carmen correspondiendo con el recinto de las antiguas murallas medievales.
La denominación Villa Nueva aparece en los primeros años del siglo XVIII al establecerse los nuevos pobladores de Algeciras en los alrededores de la ermita de San Bernardo, la actual Capilla de Nuestra Señora de Europa, en contraposición a la Villa Vieja situada al otro lado del río de la Miel. Topónimos similares se utilizaron durante el siglo XIV para denominar a los dos recintos medievales de la ciudad de Al-Yazirat Al-Hadra aunque recientes investigaciones parecen demostrar que las actuales villas Nueva y Vieja mutaron su nombre entre ellas tras el abandono de la ciudad en 1379. Así la Villa Nueva actual fue la primera de las fundadas por los árabes tras la invasión de la península ibérica en 711, quizás sobre las ruinas de la ciudad de Iulia Traducta.
Tras la conquista británica de la ciudad de Gibraltar en 1704 parte de los ciudadanos de esta ciudad se establecieron en los terrenos de las antiguas Algeciras, concretamente en el denominado cortijo de los Gálvez que abarcaría la mayor parte de la villa Nueva. Los primeros planes urbanísticos de la zona son obra del marqués de Verboom quien desde 1721 a 1727 fue el encargado de diseñar las baterías de costa y fuertes artillados de la bahía de Algeciras. Estos planes daban a la ciudad un plano reticulado articulándose en torno a dos plazas, la Plaza Alta y la Plaza Baja (hoy plaza de Nuestra Señora de la Palma). Sin embargo este proyecto solo fue realizado en parte al continuar los nuevos pobladores ocupando solares sin control. Se mantienen sin embargo las calles Sevilla, Regino Martínez (Ancha), Alfonso XI (Convento), Baluarte y perpendiculares a ellas como parte de este plano en retícula. El resto del área mantiene hoy día un plano desordenado adaptado a las necesidades del terreno y a las limitaciones que las derruidas murallas de la ciudad conferían al crecimiento urbanístico (murallas hoy en parte rescatadas en el Parque arqueológico de las murallas meriníes).
Como centro de Algeciras en la Villa Nueva se encuentran la mayor parte de los edificios históricos de la ciudad así como los lugares más representativos de ésta como las ya nombradas Plaza Alta, Plaza de la Palma, plazoleta de San Isidro y Juan de Lima, las iglesias de La Palma y de La Caridad, las comerciales calles Ancha, Panadería y Tarifa o los edificios del Ayuntamiento y de la Fundación de Cultura.